# Берчеллино, Сильвино
Сильвино Берчеллино (итал. Silvino Bercellino; род. 31 января 1946, Гаттинара, Пьемонт) — итальянский футболист, нападающий.

## Карьера

### Клубная карьера
Во взрослом футболе дебютировал в 1963 году в клубе «Ювентус», за молодёжную команду которого выступал на протяжении нескольких предыдущих сезонов.
В 1964 году перешёл в другой итальянский клуб «Потенца», а уже в 1965 году вновь вернулся в «Ювентус». В 1966 году стал выступать за команду клуба «Палермо», а в 1967 году менее сезона провёл в клубе «Мантова», после чего вернулся в «Палермо», закрепившись в его составе на следующие пять сезонов. В сезоне 1967/68 вместе с командой победил в финале итальянской Серии B.
В 1972 году перешёл в клуб «Монца», а спустя ещё сезон стал игроком «Ливорно». Завершил футбольную карьеру в 1978 году в клубе «Бьеллезе», за который выступал с 1974 года.

### Карьера в молодёжной сборной
В 1963 году дебютировал в официальных матчах в составе национальной сборной Италии до 21 года. В том же году был в составе команды, завоевавшей золотые медали на футбольном турнире Средиземноморских игр в Неаполе. Всего в составе молодёжной сборной сыграл в двух матчах, отметившись четырьмя забитыми мячами.

### Тренерская карьера
В 1983—1984 годах возглавлял тренерский штаб своего бывшего клуба «Бьеллезе».

## Личная жизнь
У Берчеллино есть старший брат, Джанкарло (род. 1941), который тоже являлся профессиональным футболистом и в 1968 году стал чемпионом Европы в составе национальной сборной Италии.